# Tunnel d'Eyholz
Le tunnel d'Eyholz (en allemand Eyholztunnel) est un tunnel autoroutier à deux tubes faisant partie du contournement de Viège au travers de l'autoroute A9 dans le canton du Valais en Suisse. D'une longueur de 4 255 mètres, il a été inauguré le 13 avril 2018.

## Situation

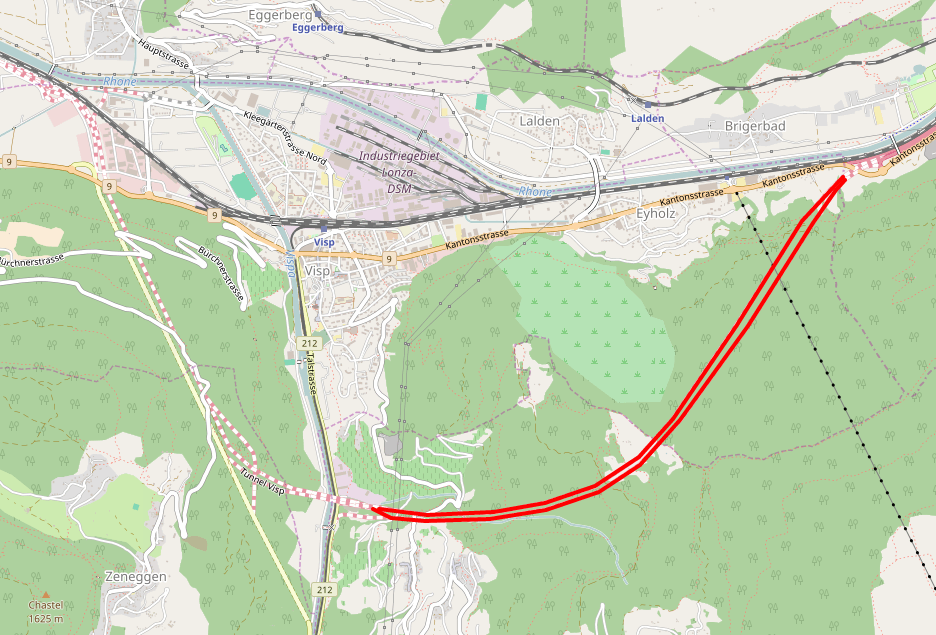
Carte du tunnel d'Eyholz.

Le tunnel d’Eyholz se situe en Haut-Valais dans la vallée du Rhône au sud-ouest des Alpes suisses. Le portail ouest (portail Staldbach, jonction trois-quarts) se trouve au nord du territoire communal de Visperterminen, le portail est (portail Grosshüs) se situe à l'ouest du territoire de Brigue-Glis à l'est d'Eyholz sur la commune de Viège et à proximité de la demi-jonction 33 de l'A9 Viège-Est (Visp-Ost).
Le tunnel d'Eyholz relie, au sud de Viège, la vallée de Viège à hauteur de Staldbach (commune de Visperterminen) à Eyholz (Grosshüs), situé à l’est de Viège. Avec le tunnel de Viège et le pont sur la Vispa de Staldbach, il forme le contournement sud de Viège.

## Historique
Le maître d'ouvrage est l'Office de construction des routes nationales du Département des transports, de l'équipement et de l'environnement du canton du Valais. Il a été conçu par un groupement d'ingénieurs de la société IUB Engineering SA. Les principaux travaux de construction, qui ont coûté environ 772 millions de francs suisses, se sont déroulés entre 2005 et 2014.
Les deux tubes du tunnel d’Eyholz sont percés depuis décembre 2012. Les travaux se sont parfois déroulés dans des zones géologiques extrêmement difficiles. Le secteur de Staldbach se trouve dans une zone fortement tectonisée (perturbations Rhône-Simplon) constituée de matériaux meubles et de graphite schisteux à fort potentiel de convergence. Le montage de l'équipement d’exploitation et de sécurité (EES) dans le tunnel d’Eyholz est en grande partie terminé à la mi-2017.
Le pont jumelé sur la Visp à Staldbach a été en 2005/2006.
Avant son inauguration officielle, une journée portes ouvertes du plus long tunnel autoroutier de l'A9 a été organisée le 15 mars 2018, elle a attiré quelque 6500 visiteurs à pied, à vélo et en bus.

## Caractéristiques
Le tube sud a une longueur de 4 255 m et le tube nord une longueur de 4 231 m. La demi-jonction du portail ouest Staldbach du tunnel d'Eyholz, constituée de deux brettelles souterraines (entrée : 368 m / sortie256 m), forme avec la demi-jonction du portail sud Chatzuhüs du tunnel de Viège la jonction complète Vispertal-Ost/Visp-Süd de l'A9.